# Čačakstadion
Het Čačakstadion (Servisch:Стадион крај Мораве) is een multifunctioneel stadion in Čačak, een plaats in Servië. 
Het stadion wordt vooral gebruikt voor voetbalwedstrijden, de voetbalclub FK Borac Čačak maakt gebruik van dit stadion. In het stadion is plaats voor 8.000 toeschouwers. Het stadion werd geopend in 1958. 
Het werd gerenoveerd in 2007 en 2011. De renovatie van 2011 was een grootschalige en duurde ongeveer zes jaar. De kosten hiervan waren 3 miljoen euro. Het stadion moest na de renovatie aan alle UEFA-eisen voldoen. 